# 452 v.Chr.
Het jaar 452 v.Chr. is een jaartal volgens de christelijke jaartelling.

## Gebeurtenissen

### Italië
- Op Sicilië komt de oorspronkelijke bevolking, de Siceli onder leiding van Ducetius tevergeefs in opstand tegen de Griekse overheersing.
- Syracuse bezet het eiland Elba en vestigt er een handelsnederzetting.